# 里扎·马利克
里扎·马利克（阿拉伯语：رضا مالك；1931年12月21日—2017年7月29日），阿爾及利亞政治家，第8任阿爾及利亞總理（1993年8月21日至1994年4月11日）。他在阿爾及利亞內戰期間上台，在其短暫任期內他奉行強硬的反伊斯蘭主義政策，並成功地與國際貨幣基金組織就債務舒緩事宜進行談判，促使該組織推行改革計劃。
1957年至1962年，他在阿爾及利亞獨立戰爭期間於民族解放陣線的黨報《聖戰者》（法語：El Moudjahid）擔任編輯。阿爾及利亞獨立後，他先後出任阿爾及利亞駐南斯拉夫、駐法國、駐蘇聯、駐美國和駐英國大使；他又出任新聞和文化部長（1977年至1979年）及外交部長（1993年2月3日至8月21日）。
在卸任總理之位後，他在1995年5月5日組織新政黨國民共和同盟（法語：Alliance Nationale Républicaine）並擔任黨魁。2017年7月29日，他因病逝世。